# Єланецький район
Єлане́цький райо́н — колишній район у Миколаївській області. Районний центр: Єланець. 17 липня 2020 року район було ліквідовано внаслідок адміністративно-територіальної реформи. Увійшов до складу Вознесенського району.
Існував у 1926—1930 роках
та у 1935—2020 роках.

## Географічні дані
Загальна площа району — 1017,7 км².
Відстань від районного центру до м. Миколаєва — 100 км.
Водні ресурси — 1084,75 га.
Кордони: Братський район, Новобузький район, Новоодеський район, Вознесенський район, Кіровоградська область.

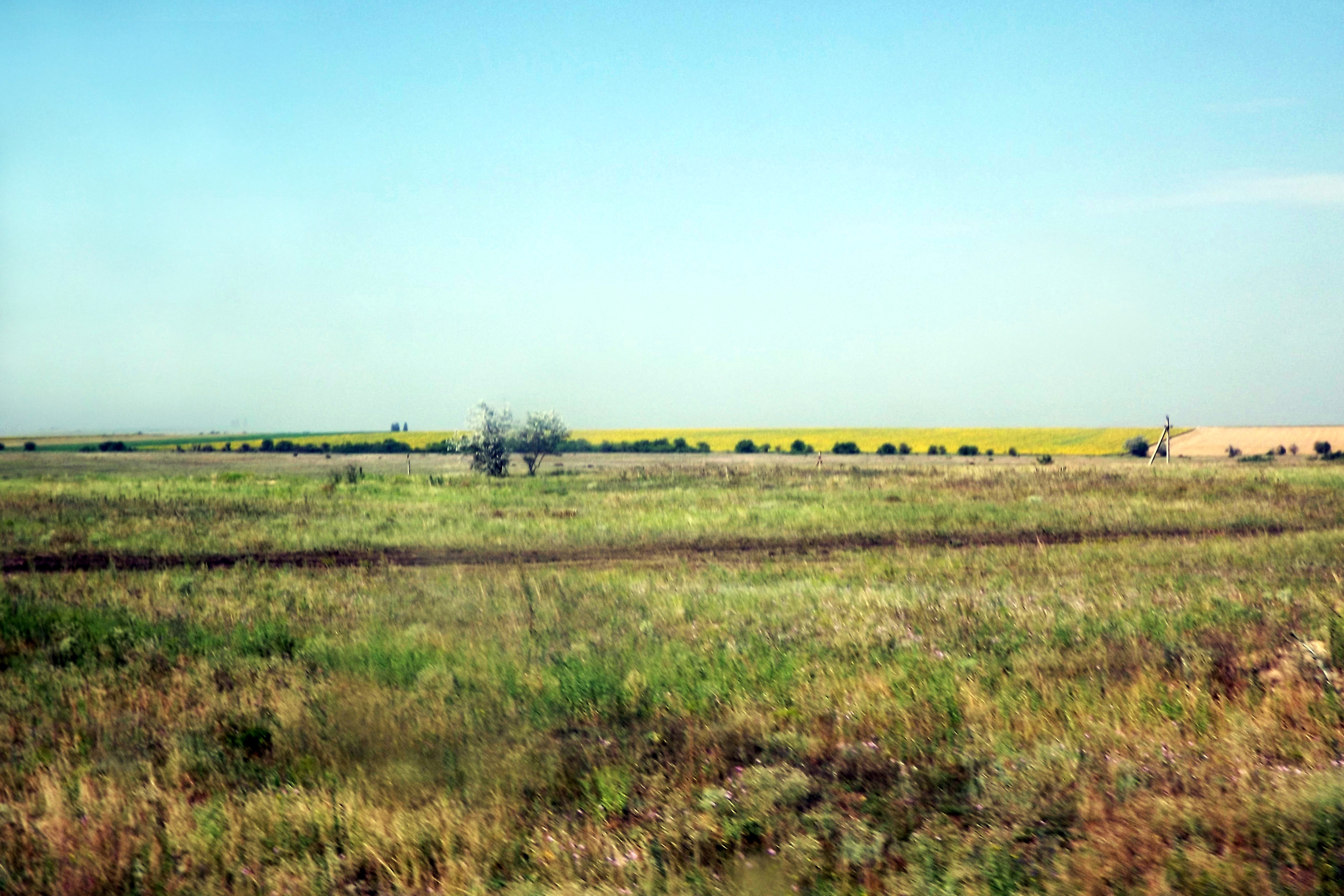
Степ в Єланецькому районі

## Природні ресурси
На території району виявлено родовища граніту, кріолінової глини, пісковику.

## Історія району
Після ліквідації волостей Єланець як центр сільської Ради ввійшов до Вознесенського району. У вересні 1926 року було створено Єланецький район, але у 1930 році його ліквідовано. У 1935 році Єланецький район був відновлений, після чого він проіснував до 2020 року.

## Адміністративно-територіальні одиниці
У районі 1 селищна рада:
- Єланецька селищна рада (смт. Єланець, с. Велідарівка, с. Братолюбівка).

Та 11 сільських рад:
- Ясногородська сільська рада (с. Ясногородка, с. Півні, с. Крутоярка, с. Гражданка, с. Михайлівка).
- Малодворянська сільська рада (с. Малодворянка, с. Приют).
- Нововасилівська сільська рада (с. Нововасилівка, с. Іванівка, с. Федоро-Михайлівка).
- Малоукраїнська сільська рада (с. Малоукраїнка, Дружелюбівка)
- Маложенівська сільська рада (с. Маложенівка, Кам'янка, Богодарівка, с. Веселий Поділ)
- Калинівська сільська рада (с. Калинівка, Новоолександрівка, Уральське, Водяно)
- Водяно-Лоринська сільська рада (с. Водяно-Лорино, Новомиколаївка, Семенівна)
- Великосербулівська сільська рада (с. Великосербулівка, Нововолодимирівка, Малосербулівка, Григорівка)
- Ольгопольська сільська рада (с. Ольгополь)
- Куйбишевська сільська рада (с. Куйбишевка)
- Возсіятська сільська рада (с. Возсіятське, Ковалівка)

## Транспортний комплекс та зв'язок
Автомобільні шляхи загальнодержавного й місцевого значення, які проходять по району, становлять 172 км. Автомобільні шляхи загального користування становлять 163 км. Залізничні колії відсутні.
Забезпечення домашніми телефонами — 15 шт. на 100 чол.

## Населення
Розподіл населення за віком та статтю (2001)
| Стать | Всього | До 15 років | 15-24 | 25-44 | 45-64 | 65-85 | Понад 85 |
| --- | ------ | ----------- | ----- | ----- | ----- | ----- | -------- |
| Чоловіки | 8678   | 1883        | 1283  | 2681  | 2014  | 792   | 25       |
| Жінки | 9745   | 1911        | 1188  | 2664  | 2293  | 1543  | 146      |
| \| Статево-вікова піраміда \| Статево-вікова піраміда \| Статево-вікова піраміда \| \| ----------------------- \| ----------------------- \| ----------------------- \| \| Чоловіки \| Вік \| Жінки \| \| 25 \| 85 + \| 146 \| \| 46 \| 80-84 \| 156 \| \| 192 \| 75-79 \| 438 \| \| 284 \| 70-74 \| 538 \| \| 270 \| 65-69 \| 411 \| \| 528 \| 60-64 \| 686 \| \| 348 \| 55-59 \| 404 \| \| 491 \| 50-54 \| 548 \| \| 647 \| 45-49 \| 655 \| \| 765 \| 40-44 \| 711 \| \| 691 \| 35-39 \| 702 \| \| 615 \| 30-34 \| 624 \| \| 610 \| 25-29 \| 627 \| \| 600 \| 20-24 \| 559 \| \| 683 \| 15-20 \| 629 \| \| 854 \| 10-14 \| 836 \| \| 601 \| 5-9 \| 645 \| \| 428 \| 0-4 \| 430 \| |        |             |       |       |       |       |          |
| Статево-вікова піраміда |        |             |       |       |       |       |          |
| Чоловіки | Вік    | Жінки       |       |       |       |       |          |
| 25 | 85 +   | 146         |       |       |       |       |          |
| 46 | 80-84  | 156         |       |       |       |       |          |
| 192 | 75-79  | 438         |       |       |       |       |          |
| 284 | 70-74  | 538         |       |       |       |       |          |
| 270 | 65-69  | 411         |       |       |       |       |          |
| 528 | 60-64  | 686         |       |       |       |       |          |
| 348 | 55-59  | 404         |       |       |       |       |          |
| 491 | 50-54  | 548         |       |       |       |       |          |
| 647 | 45-49  | 655         |       |       |       |       |          |
| 765 | 40-44  | 711         |       |       |       |       |          |
| 691 | 35-39  | 702         |       |       |       |       |          |
| 615 | 30-34  | 624         |       |       |       |       |          |
| 610 | 25-29  | 627         |       |       |       |       |          |
| 600 | 20-24  | 559         |       |       |       |       |          |
| 683 | 15-20  | 629         |       |       |       |       |          |
| 854 | 10-14  | 836         |       |       |       |       |          |
| 601 | 5-9    | 645         |       |       |       |       |          |
| 428 | 0-4    | 430         |       |       |       |       |          |

Національний склад населення за даними перепису 2001 року:
| Національність | Кількість осіб | Відсоток |
| -------------- | -------------- | -------- |
| українці       | 16761          | 90,98 %  |
| молдовани      | 682            | 3,70 %   |
| росіяни        | 616            | 3,34 %   |
| вірмени        | 169            | 0,92 %   |
| білоруси       | 69             | 0,37 %   |
| інші           | 126            | 0,68 %   |

Мовний склад населення за даними перепису 2001 року:
| Мова       | Кількість осіб | Відсоток |
| ---------- | -------------- | -------- |
| українська | 17120          | 92,93 %  |
| російська  | 660            | 3,58 %   |
| молдовська | 452            | 2,45 %   |
| вірменська | 123            | 0,67 %   |
| білоруська | 27             | 0,15 %   |
| інші       | 41             | 0,22 %   |

## Освіта
Мережа загальноосвітніх навчальних закладів Єланецького району охоплює 22 навчальних заклади, у тому числі 11 загальноосвітніх шкіл І-ІІІ ступенів, 5 — І-ІІ ступенів, 5 — І ступеня, 1 заклад нового типу — Єланецька гуманітарна гімназія.
З метою створення умов для навчання, виховання та розвитку дітей із неблагополучних, соціально незахищених сімей у районі функціонує пришкільний інтернат при Єланецькій загальноосвітній школі І-ІІ ступенів, у якому перебуває 31 дитина шкільного віку.
В селищі знаходиться професійний аграрний ліцей.

## Релігія
На території району діють 2 православні церкви: в смт. Єланець — Різдва Пресвятої Богородиці, настоятель Фатич Миколай; в с. Возсіятське — Святопокровська церква, настоятель Головчак Василь Олексійович, і релігійні організації: Християни віри Євангельської п'ятидесятників в смт. Єланець, Євангельських християн — баптистів в с. Федоро-Михайлівка, релігійна громада «Свідки Ієгови» в смт. Єланець.

## Політика
25 травня 2014 року відбулися Президентські вибори України. У межах Єланецького району було створено 26 виборчих дільниць. Явка на виборах складала — 58,54 % (проголосували 7 131 із 12 182 виборців). Найбільшу кількість голосів отримав Петро Порошенко — 36,64 % (2 613 виборців); Юлія Тимошенко — 19,04 % (1 358 виборців), Сергій Тігіпко — 11,32 % (807 виборців), Олег Ляшко — 9,02 % (643 виборців). Решта кандидатів набрали меншу кількість голосів. Кількість недійсних або зіпсованих бюлетенів — 2,17 %.